# Frank Shu

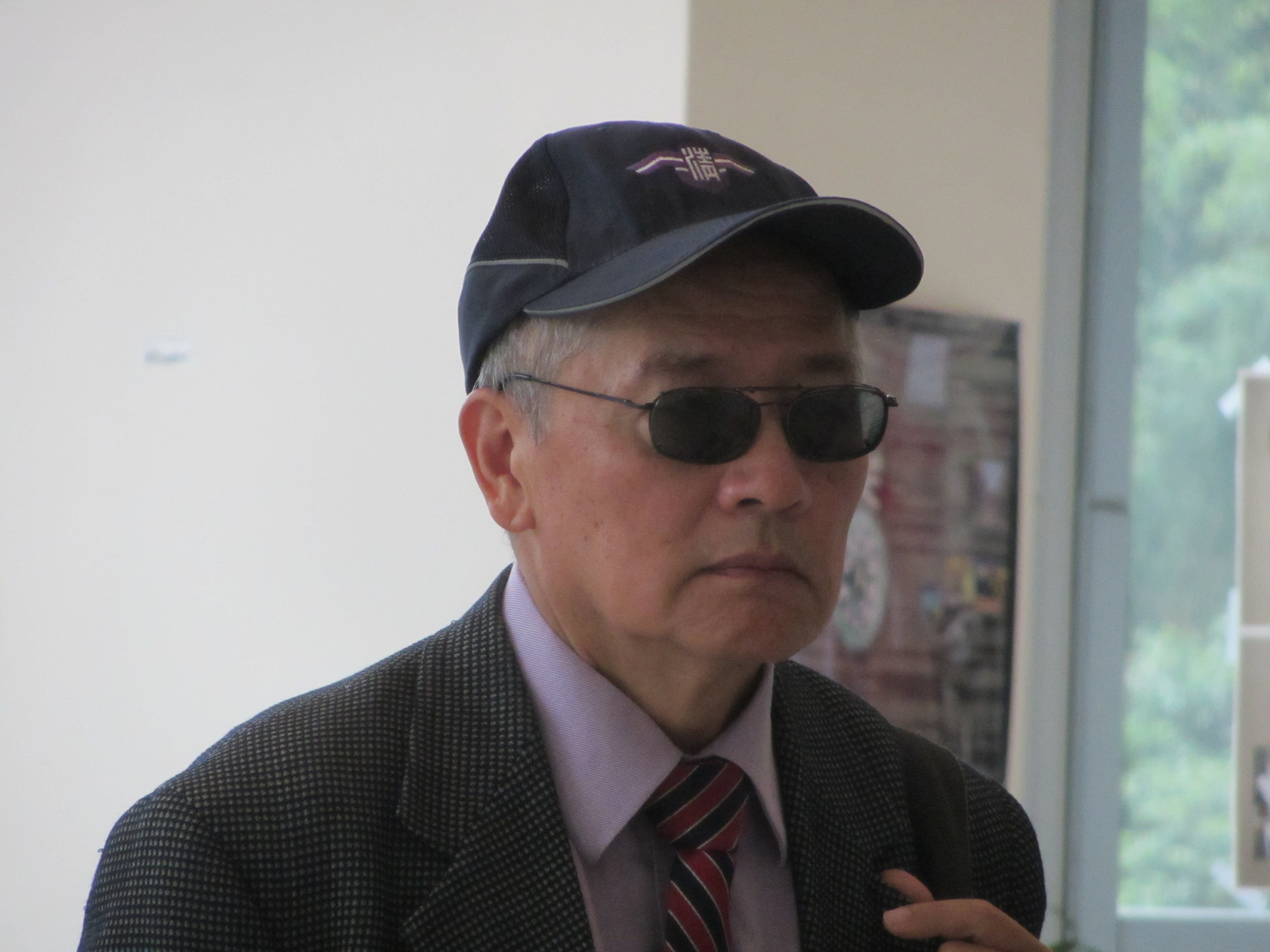
Frank Shu (2013)

Frank Shu (chinesisch 徐遐生, Pinyin Xú Xiáshēng; * 2. Juni 1943 in Kunming; † 22. April 2023 in Atherton) war ein US-amerikanischer Astrophysiker chinesischer Abstammung.
Shu wurde im chinesischen Kunming geboren und kam als Sechsjähriger in die Vereinigten Staaten, wo er in Chicago und West Lafayette aufwuchs. Er erhielt 1963 den Bachelor in Physik am Massachusetts Institute of Technology. Den Doktorgrad in Astronomie erwarb er 1968 an der Harvard University, danach lehrte er fünf Jahre an der SUNY Stony Brook. 1972 erhielt er ein Forschungsstipendium der Alfred P. Sloan Foundation (Sloan Research Fellowship). Shu war von 1973 bis 2002 Professor an der University of California, Berkeley, deren Astronomie-Departement er von 1984 bis 1988 leitete. Von 2002 bis 2006 war er Präsident der National Tsing Hua University in Taiwan. Seit 2006 ist er an der University of California, San Diego, seit 2009 emeritierter Professor.
Von 1994 bis 1996 war Shu Präsident der American Astronomical Society (AAS).
Shu arbeitete als Theoretiker über Themen wie den Ursprung von Meteoriten, Entstehung und frühe Entwicklung von Sternen, Massentransfer in engen Doppelsternen und die Struktur von Spiralgalaxien.
Noch als Student entwickelte er mit Chia-Chiao Lin die als Dichtewellentheorie bekannte Theorie der Spiralarme in Galaxien. 1977 veröffentlichte er ein Modell für die Entstehung eines Sterns durch Kollaps einer sphärischen Gaswolke im Kern einer Molekülwolke.

## Schriften (Auswahl)
- The Physical Universe: An Introduction to Astronomy. University Science Books, Mill Valley 1982, ISBN 0-935702-05-9.

## Ehrungen
- 1977 Helen-B.-Warner-Preis
- 1987 Mitglied der National Academy of Sciences
- 1990 Mitglied der Academia Sinica in Taiwan
- 1992 Mitglied der American Academy of Arts and Sciences
- 1996 Oort Professur an der Universität Leiden
- 1996 Brouwer Award
- 2000 Dannie-Heineman-Preis für Astrophysik
- 2003 Mitglied der American Philosophical Society
- 2005 Der Asteroid (18238) Frankshu wird nach ihm benannt.
- 2008 Centennial Medal der Graduate School of Arts and Sciences der Harvard University
- 2009 Shaw Prize
- 2009 Bruce Medal
- 2023 Henry Norris Russell Lectureship